# Габелія Отар Амвросійович
Отар Амвросійович Габелія (груз. ოთარ გაბელია, 24 березня 1953, Зугдіді, Грузинська РСР, СРСР) — грузинський футболіст, воротар. Заслужений майстер спорту (1981).

## Біографія
Починав у дворовому футболі в Зугдіді. З 1966 року — вихованець школи «Динамо» (Зугдіді), брав участь у районних та міських змаганнях, грав у турнірі «Шкіряний м'яч». Починав як нападник, однак в силу декількох обставин став воротарем. Трохи пізніше захворів на плеврит, через що вирішив залишитися воротарем.
Виступав за «Динамо» (Зугдіді) — 1970-71, «Динамо» (Сухумі) — 1972-73, «Торпедо» (Кутаїсі) — 1974-76, 1983.
В 1977 році, відразу після весілля, відправився в «Динамо» (Тбілісі), де його чекав Нодар Ахалкаці. За клуб виступав 5 років. У 1978 році йому не вистачило двох ігор з необхідних 16-ти, щоб отримати медаль чемпіона країни.
У 1983 відіграв сезон в «Торпедо» (Кутаїсі). У 1985-86, 1988-89 знову грав за «Динамо». У 1987 грав за «Гурію» (Ланчхуті), одночасно був капітаном команди. У вищій лізі чемпіонату СРСР з футболу провів 300 матчів (з них за «Динамо» Тбілісі — 271).
Перед фіналом Кубка володарів Кубків 1981 року був загублений багаж Габелії, в який входила вся форма воротаря: два тренувальних костюма, по два комплекти майок, трусів, гетр, п'ять пар рукавичок. За версією Габелії, багаж вкрали в Шереметьєво.
Після приїзду в Німеччину фірма «Адідас» виділила комплект для Габелії, але не повністю — без бутс. Бутси 43-го розміру довелося брати у Чівадзе, у якого були 2 пари.
Головний тренер «Одіші» (Зугдіді) — 1990-92 (червень), «Алазані» (Гурджаані) — 1992/93, «Дуруджі» (Кварелі) — 1993 (з липня)-95 (по  лютий), «Алгеті» (Марнеулі) — 1995/96, 1996/97, ТГУ (Тб) — 1997 (з липня), 1999 (1-ша половина). Тренер збірної Грузії — 1990, 1994, 2001—2003.
У 2001—2002 очолював «Мерані».
У 2-й половині 2003 року працював головним тренером клубу «Сіоні».
З 4 лютого 2004 року, після звільнення бразильського фахівця Жоао Пауло ді Кампуша, очолив «Торпедо» (Кутаїсі). За підсумками сезону команда зайняла 7-е місце (при знятті бразильця також йшла на 7-му місці). У сезоні 2004/05 «Торпедо» 1-у половину чемпіонату закінчило врівень з тбіліським «Динамо», однак під час зимової перерви кутаїська команда зазнала істотних кадрових втрат, втративши трьох провідних гравців: пішли Бабунашвілі, Стуруа і Тодуа. У підсумку в чотирьох стартових матчах 2-ї половини чемпіонату кутаїсці зазнали трьох поразок при одній нічиїй і безнадійно відстали від «Динамо». Тим не менш, «Торпедо» зумів залишитися на 2-й сходинці турнірної таблиці. Габелія покинув клуб після матчів Кубка УЄФА проти БАТЕ, до старту сезону 2005/06.
З червня 2009 по вересень 2011 року — головний тренер молодіжної збірної Грузії. Залишив посаду після поразок у матчах зі збірною Іспанії (2:7, 0:2) у відбірковому циклі чемпіонату Європи 2013 року.
Закінчив Інститут субтропічного господарства, спеціальність — агроном.
Батько Амвросій протягом 15 років був директором радгоспу. У Отара Габелії троє синів. Георгій — футбольний воротар.

## Досягнення
- Володар Кубка володарів Кубків 1981. В єврокубках — 32 матчі (КЄЧ — 4, КВК — 17, КУЄФА — 11).
- Чемпіон СРСР 1978 (проте через малу кількість ігор медалі не отримав). 2-й призер чемпіонату СРСР 1977; 3-й призер 1981.
- Володар Кубка СРСР 1979 (у післяматчевих пенальті відбив 3 удари); фіналіст Кубка 1980.
- У списку «33-х найкращих» — № 2 (1979).
- Кращий воротар СРСР (приз «Огонька») — 1979.
- 2-й призер Спартакіади народів СРСР 1979.
- У збірній СРСР (1979) — 1 матч (21 листопада 1979 проти збірної ФРН — 1:3).
- Входить в символічний «Клуб Лева Яшина» (131 матч без пропущених голів).